# Thereva globulicornis
Thereva globulicornis är en tvåvingeart som beskrevs av Lyneborg 1976. Thereva globulicornis ingår i släktet Thereva och familjen stilettflugor. Inga underarter finns listade i Catalogue of Life.